# Liste der Bodendenkmäler in Rohr (Mittelfranken)
Auf dieser Seite sind die Bodendenkmäler in der mittelfränkischen Gemeinde Rohr zusammengestellt. Diese Tabelle ist eine Teilliste der Liste der Bodendenkmäler in Bayern. Grundlage ist die Bayerische Denkmalliste, die auf Basis des Bayerischen Denkmalschutzgesetzes vom 1. Oktober 1973 erstmals erstellt wurde und seither durch das Bayerische Landesamt für Denkmalpflege geführt wird. Die folgenden Angaben ersetzen nicht die rechtsverbindliche Auskunft der Denkmalschutzbehörde.

## Bodendenkmäler in Rohr
| Lage                            | Objekt | Akten-Nr.     | Bild |
| ------------------------------- | --- | ------------- | ---- |
| Rohr (Mittelfranken) (Standort) | Siedlung vorgeschichtlicher Zeitstellung. | D-5-6631-0006 |      |
| Rohr (Mittelfranken) (Standort) | Siedlung vorgeschichtlicher Zeitstellung. | D-5-6631-0007 |      |
| Rohr (Mittelfranken) (Standort) | Abschnittsbefestigung vor- und frühgeschichtlicher Zeitstellung oder des frühen Mittelalters. | D-5-6631-0009 |      |
| Rohr (Mittelfranken) (Standort) | Bestattungsplatz vorgeschichtlicher Zeitstellung mit Grabhügeln. | D-5-6631-0018 |      |
| Rohr (Mittelfranken) (Standort) | Herrschaftssitz des Mittelalters. | D-5-6631-0061 |      |
| Rohr (Mittelfranken) (Standort) | Mittelalterliche und frühneuzeitliche Befunde im Bereich der Evang.-Luth. Pfarrkirche St. Emmeram von Rohr sowie ihrer Vorgängerbauten einschließlich umfriedetem Kirchhof mit Körperbestattungen.   | D-5-6631-0097 |      |
| Rohr (Mittelfranken) (Standort) | Mittelalterliche und frühneuzeitliche Befunde im Bereich der Evang.-Luth. Pfarrkirche St. Bartholomäus in Gustenfelden einschließlich umfriedetem Kirchhof mit Körperbestattungen.                   | D-5-6631-0103 |      |
| Rohr (Mittelfranken) (Standort) | Mittelalterliche und frühneuzeitliche Befunde im Bereich der Evang.-Luth. Kirche in Kottensdorf einschließlich umfriedetem Kirchhof mit Körperbestattungen.                                          | D-5-6631-0105 |      |
| Rohr (Mittelfranken) (Standort) | Mittelalterliche und frühneuzeitliche Befunde im Bereich der Evang.-Luth. Pfarrkirche St. Georg und ihrer Vorgängerbauten in Regelsbach, einschließlich umfriedetem Kirchhof mit Körperbestattungen. | D-5-6631-0112 |      |